# بيز غرش
بيز غرش (بالإنجليزية: Piz Grisch)‏ هو أحد جبال سلسلة جبال الألب أوبيرهالبشتين ويقع في كانتون غراوبوندن في سويسرا. يحتل المرتبة رقم 190 في قائمة جبال سويسرا من حيث الارتفاع، إذ يبلغ ارتفاعه حوالي 3060 متر، بينما يبلغ ارتفاع نتوء الجبل 544 متر، هذا وقد سجل أول وصول لقمة الجبل عام 1861.